# Диалект алжирской Сахары
Диалект алжирской Сахары, сахрави́ (араб. الهجة الصحراوية‎, англ. Algerian Saharan Arabic) — одна из магрибинских разновидностей арабского языка, распространённая в алжирской Сахаре.
Особая диалектальная группа, которую составляют говоры бедуинов алжирской Сахары, примыкает к имеющим свою специфику говорам бедуинов Алжира. Арабские диалекты алжирской Сахары распространены на юге Алжира, до нагорья Ахаггар, где живут бербероязычные туареги. По данным на 1996 год, насчитывалось 130,5 тыс. носителей диалекта алжирской Сахары, из них около 100 тыс. проживало в самом Алжире и 10 тыс. в Нигерии (1998). Диалект распространён в вилайетах Адрар, Бешар, Бискра, Джельфа, Эль-Баяд, Эль-Уэд, Гардая, Иллизи, Лагуат, Наама, Уаргла, Таманрассет и Тиндуф; на границе с Марокко вдоль Атласских гор, к северо-востоку от Медеа, к юго-востоку от вади Риг и на юге до плато Тадемаит.